# Ричард Вилијам Костоло
Ричард Вилијам Костоло (рођен 10. септембра 1963.) је амерички бизнисмен. Био је генерални директор Твитера од 2010. до 2015. године; пре ове позиције био је такође и оперативни директор. Преузео је позицију генералног директора од Евана Вилијамса у октобру 2010. године. Једанаестог јуна 2015. објављено је да ће Костоло напустити позицију генералног директора 1. јула 2015, а да ће функцију в.д. директора вршити суоснивач и директор Твитера Џек Дорси, све док управни одбор не пронађе замену. Осмог августа 2015, дневни лист The New York Times је објавио да ће Костоло напустити Твитеров управни одбор до краја године или онда када буде именован нови генерални директор.

## Каријера
Костоло је рођен у граду Ројал Оук у Мичигену. Стекао је диплому инжењера рачунарства и комуникологије 1985. године на Универзитету у Мичигену. По завршетку студија је одлучио да не прихвати понуде технолошких компанија и уместо тога се преселио у Чикаго како би радио у области комедије импровизације.
Након своје каријере у комедији импровизације у Чикагу, Костоло је радио као виши менаџер у консултантској компанији Andersen Consulting у групама које су се бавиле производима и технологијом. Након тога је био један од оснивача Burning Door Networked Media, консултантске компаније за веб дизајн и развој веб-сајтова, коју је купила компанија Digital Knowledge Assets у октобру 1996. године. Затим је био један од оснивача SpyOnIt, службе за надзор веб-страница, која је продата компанији 724 Solutions у септембру 2000. године.
Године 2004, Костоло је, заједно са Ериком Лунтом, Стивом Олековским и Метом Шобом, основао компанију FeedBurner, провајдера за управљање веб фидовима. Након што је Гугл купио FeedBurner 2007. године, Дик Костоло је постао један од запослених у овој компанији, која је гигант у области интернет претраживача. Након аквизиције, Костоло је почео да ради у другим областима Гугла. Напустио је Гугл у јулу 2009, а у септембру исте те године је објављено да се придружује Твитеру као оперативни директор. Иако је требало да обавља функцију генералног директора само привремено, док је извршни директор Еван Вилијамс на одсуству ради неге детета, то му је постала стална позиција. Године 2011, дао је посебну изјаву о Твитеру: „Ми смо крило слободе говора у партији слободе говора“.
У мају 2011, саопштено је да је председник Обама поставио Костола у Саветодавни одбор за националну безбедност телекомуникација, заједно са потпредседником групе за безбедност система компаније Microsoft, Скотом Чарнијем, и председником за безбедност компаније McAfee, Давидом Девалтом.
У јануару 2012, био је умешан у контроверзу о [[Закон о спречавању пиратерије на интернету (САД)|Закону о спречавању пиратерије на интернету (енгл. SOPA)]], након што је прокоментарисао планирано обустављање рада Википедије. Изјавио је: „То је просто бесмислено. Затварање глобалне компаније као одговор на једнострану државну политику је глупо.“
Године 2013, портал Business Insider споменуо га је међу „најимпресивнијим генералним директорима Силицијумске долине“, док га је магазин Time ставио на листу десет најутицајнијих америчких генералних директора у области технологија. Одржао је говор 4. маја 2013. студентима завршне године Мичигенског универзитета на додели диплома.
Године 2015, у јавност је процурео интерни меморандум упућен запосленима у компанији Твитер у ком је навео да се „искрено стиди“ начина на који се Твитер односи према троловању и злоупотреби, говорећи: „Већ годинама се лоше суочавамо са злоупотребом и троловима“, и признао да је Твитер због тога изгубио кориснике.
У октобру 2015, Костоло је унајмљен за саветодавца HBO телевизијске серије Silicon Valley. Појавио се у две епизоде серије, у осмој епизоди треће сезоне и у последњој епизоди шесте сезоне.
У децембру 2015, Костоло је саопштио да се придружио управном одбору новооснованог предузећа Patreon, које помаже уметницима да прикупе новац за креативне пројекте.
У јануару 2016, Костоло је најавио да ће основати компанију из области фитнеса са Брајаном Окијем, генералним директором компаније Fitify. Двојица оснивача „праве софтвер који ће преобликовати пут ка личном фитнесу.“
У фебруару 2016, Костоло се као партнер прикључио компанији Index Ventures.

## Контроверзе
У октобру 2020, поједине Костолове објаве на Твитеру наишле су на контроверзне реакције. У објави у којој критикује компанију Coinbase, која се бави криптовалутама, и њеног генералног директора Брајана Армстронга због одбијања да учествује у појединим друштвеним и политичким покретима, као што је Black Lives Matter, Костоло је написао: Kапиталисти који себе стављају на прво место и мисле да је могуће одвојити друштво од пословања, први ће бити постројени уза зид и стрељани у револуцији. Са задовољством ћу оставити видео у коментарима.